# 골패

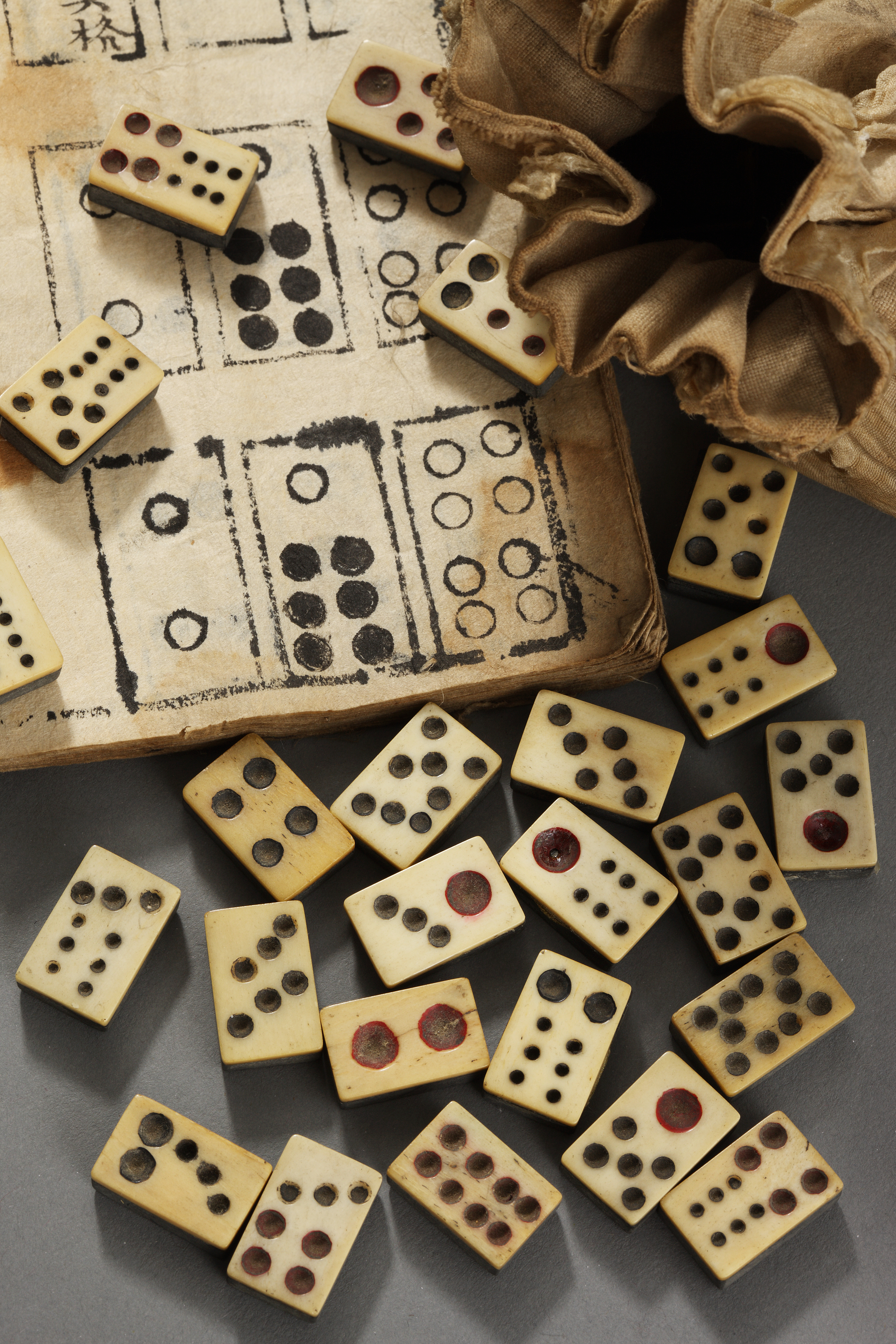
골패와 삼재도

골패(骨牌)는 놀이 도구의 하나로서 32개로서 1개조를 이룬다.
골패는 상아나 짐승뼈를 대쪽에 붙여 만드는데, 여러 가지 수를 새긴 크고 작은 구멍을 새기는데, 모두 서른두 개이다. 골패의 크기는 가로 1.2~1.5센티미터, 세로 1.8~2.1센티미터이다. 이 골패의 모양은 오늘날 마작과 비슷하다.
노는 방법은 꼬리붙이기, 포(飽), 여시, 골여시, 쩍쩍이 등이 있다.

## 기타
정약용의 《목민심서》에 “강패”(江牌)라고 밝혀 도박하는 놀이로 나와 있다.

## 같이 보기
- 도박
- 마작
- 골패타령: 경상도 민요

## 참고 문헌
- 강명관 (2004년 1월 5일). 〈투전 노름에 날새는 줄 몰랐다 | 도박〉. 《조선의 뒷골목 풍경》 초 12쇄판. 서울: 푸른역사. ISBN 89-87787-74-5. |장=에 지움 문자가 있음(위치 18) (도움말)